# Сланцевая революция
Сланцевая революция — распространённое с начала 2010-х годов в СМИ обозначение внедрения в промышленную эксплуатацию эффективных технологий добычи газа из залежей сланцевых пород («сланцевый газ»), а также нефти («сланцевая нефть», лёгкая нефть низкопроницаемых коллекторов), которое произошло в США в начале XXI века.
Повышение объёмов добычи газа привело к большему предложению на рынке природного газа США и к снижению цен на него в стране.

## История
Масштабное промышленное производство сланцевого газа было начато компанией Devon Energy в США в начале 2000-х, которая на месторождении Барнетт в Техасе в 2002 году впервые применила комбинацию наклонно-направленного бурения с протяжёнными горизонтальными участками и многостадийного гидроразрыва пласта

## Добыча в США
Впервые применение метода гидроразрыва пласта в нефтедобыче произошло в штате Северная Дакота в 2004 году и за 10 лет, с 2004 года по 2014 гг. суточная добыча сланцевой нефти в этом штате выросла с 85 тыс. до 1,1 млн баррелей. Это явление получило название «сланцевой революции».
В конце 2000-х годов — начале 2010-х годов активно разрабатываются следующие месторождения сланцевого газа и сланцевой нефти в США: Marcellus, Haynesville, Eagle Ford, Bakken, Woodford, Fayetteville, Barnett, Antrim (три самых крупных места добычи — Пермский бассейн, формации Игл Форд и Баккен).
Добыча сланцевого газа в США выросла с 54 млрд м³ в 2007 году до 319 млрд м³ в 2013 году (для сравнения, весь российский экспорт природного газа в 2013 году составил порядка 230 млрд м³).
В 2009 году США обогнали Россию по объёмам добычи природного газа. В течение некоторого времени в 2012 году газ в США стоил существенно дешевле, чем в России. В 2016 г. общая добыча газа (традиционного и сланцевого) в США составила 751 млрд м³, в России — 642 млрд м³.

### Нефть
Добыча лёгкой нефти из низкопроницаемых коллекторов (Light Tight Oil), при которой применяются те же технологии, что и для сланцевого газа, выросла с небольших значений в 2007 году до 2,3 млн баррелей в сутки в 2013 году (так, с 2004 года по 2014 гг. суточная добыча сланцевой нефти в штате Северная Дакота выросла с 85 тыс. до 1,1 млн баррелей), а в начале 2014 года превысило 3,5 млн баррелей в день, составив примерно 4,3 % от мировой добычи всех типов нефти (для сравнения, суточная добыча крупнейших мировых экспортёров нефти, России и Саудовской Аравии, составляет приблизительно по 10 млн баррелей).
К середине 2018 года США вышли на уровень добычи сланцевой нефти в 6,2 млн баррелей в сутки (общая добыча — 11 млн баррелей в сутки). При этом, по оценкам The Wall Street Journal, совокупный убыток 50 компаний, занятых в процессе добыче на территории страны, превысил 2 млрд $ только во втором квартале.
Пятерка крупнейших американских сланцевых компаний — EOG Resources Devon Energy, Diamondback Energy, Continental Resources и Marathon Oil.

## Ресурсы сланцевых углеводородов в других странах
В 2011 году EIA оценивала технически извлекаемые запасы сланцевого газа (залежей природного газа в сланцевых породах) в Европе в 605 Tcf (триллионов кубических футов), что составляет около одной десятой от мирового потенциала сланцевого газа. В 2013 году EIA обновила оценки, по новым данным общеевропейские запасы могут составлять 885 Tcf, самые крупные из них — в России, Польше, Франции, Украине. По данным «Ernst & Young», потенциальная стоимость добычи сланцевого газа в Европе выше, чем в США; кроме того в Европе развита инфраструктура газопроводов и сжиженного газа, с которыми придётся конкурировать сланцевым проектам. Отмечается недостаток оборудования (например, в Европе в 2005—2013 года одновременно действовало менее 60 наземных буровых на газ и нефть, а в США их более 2 тысяч) и трудовых ресурсов, который препятствует развитию сланцевого бурения в этом регионе. На 2013 год наиболее активно разведка сланцевого газа ведётся в Польше (около сотни лицензий в 2013 году). В целом, аналитики «Ernst & Young» заявляют, что развитие добычи газа из сланцев в Европе не примет столь же революционный характер как в США, а будет развиваться по эволюционному пути; преобразование из-за них энергетического рынка региона маловероятно.
По оценкам EIA от 2011 года, Китай обладает технически извлекаемыми запасами сланцевого газа в 1275 Tcf, что превышает суммарные запасы этого газа в США (862 Tcf) и Канаде (388 Tcf). Сланцевые проекты в Китае развиваются с 2012 года, но их развитие идёт медленно, на 2014 год разрабатывается лишь 54 блока с 400 скважинами (130 из них — с наклонно-горизонтальными участками). Имеются сомнения в возможностях повторения Китаем сланцевой революции: заявленные государством цели по добыче сланцевого газа в 2020 году снижаются (до уровня около 1 % от нынешних энергопотребностей страны), стоимость разработок сланцев высока (в том числе из-за того, что китайские газоносные сланцы залегают на большой глубине, часто в гористой местности).
| Страна    | Объём, Tcf |
| --------- | ---------- |
| Аргентина | 774        |
| Мексика   | 681        |
| ЮАР       | 485        |
| Ливия     | 290        |
| Алжир     | 231        |
| Бразилия  | 226        |
| Польша    | 187        |
| Франция   | 180        |

## Результаты
Важнейшим результатом сланцевой революции стало падение цен на природный газ. Например, цены импорта газа для Евросоюза в 2014 году снизились к августу на 20 %. Особенно сильно упали цены на газ в США: в 2008 году для промышленности США природный газ продавался в среднем по 9,65 $ за 1000 футов³ (341 $ за 1000 м³), в 2012 году — по 3,88 $ за 1000 футов³ (137 $ за 1000 м³).. С 2009 по 2014 годы цены на природный газ для индивидуальных потребителей в США упали с 12,14 до 10,97 $ за 1000 футов³, для коммерческих потребителей — с 10,06 до 8,90 $, для промышленности — выросли с 5,33 до 5,5 $ за 1000 футов³.. То есть в 2014 году для промышленности США природный газ продавался в среднем по 194 $ за 1000 м³ (5,5 $ за 1000 футов³).
Другим последствием стало некоторое сокращение объёмов добычи природного газа в отдельных местностях. В августе 2012 года российский «Газпром» и его партнёры объявили о приостановке разработки крупнейшего Штокмановского месторождения, откуда сжиженный газ предполагалось направлять в США.
Третьим последствием стало постепенное сокращение объёмов закупаемой США нефти за рубежом. Если в 2005 году США импортировали 10,1 млн баррелей в день, то в 2014 году — только 7,4 млн баррелей в день. При этом в 2010—2013 годах закупки нефти США сократили в Венесуэле на 33,5 %, в Нигерии на 76,4 %, в Мексике на 26,1 %. Зато в этот период были увеличены закупки нефти в Саудовской Аравии и в Кувейте.

## Критика
Дэвид Крэйн, президент энергетической компании «NRG Energy», заявил, что «сланцевый газ фактически убил новые проекты в угольной отрасли и начинает расправляться с ядерной энергетикой». Однако, по мнению научного сотрудника института Госсовета КНР Сунь Юнсяна, сланцевый газ с трудом может конкурировать с традиционным природным газом и будет играть небольшую роль только в некоторых регионах, но в глобальном масштабе не сможет заменить традиционный природный газ.
В числе факторов, положительно влияющих на перспективы добычи сланцевого газа: близость месторождений к рынкам сбыта; значительные запасы; заинтересованность властей ряда стран в снижении зависимости от импорта топливно-энергетических ресурсов. В то же время, у сланцевого газа есть множество недостатков, негативно влияющих на перспективы его добычи. Среди таких недостатков:
- относительно высокая себестоимость[31][неавторитетный источник];
- высокая вариабельность параметров и необходимость различной обработки до передачи газа в транспортную систему[32] либо смешивания с более качественным газом;
- высокая потребность в воде при разработке скважин, до 4—5 млн галлонов на каждую[33];
- быстрая (в течение 1 года) истощаемость скважин;
- низкий уровень доказанных запасов в общей структуре запасов;
- значительные экологические риски при добыче[28][29];
- низкий коэффициент извлекаемости газа или нефти (КИН) по сравнению с традиционными методами добычи[34][35].

Ряд экспертов полагает, что сланцевый газ обходится значительно дороже, чем заявляют добывающие компании. По мнению экспертов, реальные затраты на получение сланцевого газа составляют 212—283 $ за 1000 м³. Некоторые специалисты полагают, что компании, осуществляющие добычу сланцевого газа, искусственно занижают его себестоимость.
Добыча сланцевого газа, возможно, небезопасна с экологической точки зрения. В частности, Гринпис занимает негативную позицию к добыче сланцевого газа и нефти, заявляя об опасности фрекинга.
Некоторые эксперты указывают на то, что дебит скважин невелик, что вынуждает добытчиков постоянно бурить новые и новые скважины из-за быстрого истощения ресурсов уже разрабатываемых месторождений.
Даже сторонники сланцевой революции обычно признают невозможность копирования американского примера в других странах (кроме Канады) в обозримом будущем, так как у остального мира попросту нет американских финансовых и технических ресурсов для масштабного бурения и столь же благоприятных природных условий. Леонардо Маугери указывает на то, что, например, в 2012 году в США было пробурено 45 468 скважин для добычи нефти и газа, а в остальном мире (кроме Канады) за то же время была пробурена 3921 скважина.
Post Carbon Institute критикует прогнозы государственного агентства EIA по основным сланцевым формациям страны, показывает систематическое завышение как уровня добычи углеводородов так и резервов, а также невозможность поддержания предсказываемых EIA уровней в будущем. Из-за таких сверхоптимистичных ожиданий может быть принята неверная энергетическая политика, которая приведёт к сильному шоку после окончания сланцевого бума.
В сентябре 2017 года в Нью-Йорке состоялась встреча 12 наиболее влиятельных игроков сланцевой индустрии США, которые вынуждены были признать, что всё это время они сознательно занижали в своих отчётах себестоимость добычи сланцевой нефти и газа, и на самом деле их компании несли постоянные убытки, потратив в результате на 280 млрд долл. больше, чем они получили от своих сланцевых операций.

### Капитальные затраты
Критик сланцевой революции Артур Берман (англ. Arthur Berman) указывает на 38 % ежегодный спад производства сланцевой нефти в существующих скважинах в районе Баккеновской формации, что приводит к тому, что подавляющая часть добычи (68 % в первой половине 2012 года) приходится на скважины, пробурённые за предшествующие полтора года; поддержание уровня добычи только из баккеновских сланцев требует бурения «астрономического» количества скважин (около 1500 в год) при колоссальных капитальных затратах (17—18 млрд долл. в год). По мнению Бермана, высокие цены на нефть поддерживают осмысленность её добычи из сланцев, но для добычи сланцевого газа цены на него должны возрасти в полтора раза (6 вместо 4 $ в начале 2014 года). Как отметил тот же Берман, после снижения цен на нефть в США в 2015 году до 46 $ добывающие компании в Техасе получают лишь 30 $ за баррель, на этом уровне добыча нефти на Баккеновской формации в 99 % случаев является нерентабельной.
По данным авторов исследования «англ. The other tale of shale», капитальные издержки 35 проанализированных ими компаний составили 50 $ за баррель, при том, что выручка за баррель составила лишь 51,5 $. Денежный поток во всех этих компаниях был отрицательным практически в каждом квартале. Авторы доклада отмечают, что, хотя отрицательный денежный поток в экономике не обязательно является проблемой, для его обоснования требуется высокий уровень окупаемости инвестиций, который на начало XXI века добытчики нефти и газа из сланцев не продемонстрировали.
Согласно Ричарду Хайнбергу, в 2012 году ежегодные капитальные затраты в 42 млрд $ произвели сланцевого газа лишь на 33 млрд $, поставив добывающие компании в трудное финансовое положение.